# Софи Хејз
Софи Хејз (енгл. Sophie Hayes) је псеудоним Британке која је била жртва трговине људима и која је постала списатељица, активисткиња и оснивачица Фондације Софи Хејз. 

## Трговина људима
Верује се да је прва Британка која је била тргована ван Велике Британије. Намамљена је у Италију где ју је најбоља другарица натерала да ради као проститутка шест месеци, имала је двадесет и четири године. Доживела је тешко насиље и претње од свог макроа, за кога је веровала да јој је најбољи пријатељ и касније дечко, као и од муштерија и других проститутки.
HarperCollins је 2012. године објавио њену књигу Trafficked: My Story, у којој описује своја искуства као жртве трговине људима и свој рад као проститутке у Италији и Француској. Књига је била бестселер The Sunday Times-а шест месеци након објављивања.
Водила је кампању за британску добротворну организацију Stop the Traffik и петицију за кампању о трговини људима коју је предала Уједињеним нацијама.
Основала је сопствену добротворну фондацију Софи Хејз 2012. која подржава жртве трговине људима нудећи вештине и изградњу поверења, као и програме запошљивости истраживањем и подизањем свести.